# GrandCentral
株式会社Grand Central（グランドセントラル、英：Grand Central Co., Ltd.）は、東京都港区に本社を置く企業である。セールスコンサルティングを展開する。
社名の「Grand Central」は、ニューヨークの中心にあり世界最大のプラットフォーム数を有するグランドセントラル駅に由来する。社員の平均年齢は26歳。

## 沿革
2021年（令和3年）
- 9月 - 愛知県名古屋市 [5]にて北口と前職キーエンス時代の同僚らで創業[6]

2022年（令和4年）
- 3月 - 本社を名古屋市中区錦へ移転
- 9月 - 名古屋グランパスとパートナー契約締結[7]
- 11月 - 新拠点である大阪オフィスを開設

2023年（令和5年）
- 1月 - 本社を広小路クロスタワーへ移転
- 2月 - 株式会社GC.Unionを子会社として設立[8]
- 4月 - 一般財団法人中部経済連合会入会
- 5月 - 株式会社オーダースーツSADAと業務提携
- 11月 - 大阪オフィスリニューアルオープン

2024年（令和6年）
- 1月 - 新経営体制として、社外取締役に丸尾浩一、社外監査役に国見健介が参画
- 1月 - 株式会社サイバーエージェント発のプロダンサーチームCyberAgent Legitとスポンサー契約を締結
- 4月 - ベストベンチャー100選出
- 7月 - 新経営体制として、社外取締役に玉塚元一、社外監査役に大村健が参画[9]
- 9月 - 東京本社を住友不動産東京三田サウスタワーに移転[10][11]
- 12月 
  - ユーソナー株式会社と業務提携
  - 第三者割当て増資と金融機関4社による借入を含む8億9000万円の資金調達を実施[12][13][14]

2025年（令和7年）
- 6月 - オリックス株式会社と業務提携[15]

## 事業内容
- セールスデベロップメント[16] - 営業戦略立案、BPOなど[17]
- セールスDX[16] - FA/CRM等のDXコンサルティング[17]
- セールスイネーブルメント[16] - 営業組織構築、評価制度策定など[17]
- セールスマーケティング[18] - マーケティング戦略実行[19]

## 組織

### セールスコンサルティング本部
- SD事業部
- SDX事業部
- SE事業部
- SS事業部
- SM事業部
- ビジネスグロース部

### 経営本部
- 経営戦略部
- 管理統括部
- 内部監査室
- GC.Union

### HR本部
- HR戦略部
- 総務部

## 事業所
- 東京本社
- 名古屋本社
- 大阪オフィス

## 子会社
- GC.Union